# 豊竹若太夫
- 豊竹若太夫（元来の表記、今日の表記）
- 豊竹若大夫（一時期使用された表記）

豊竹 若太夫（とよたけ わかたゆう）は、義太夫節の太夫。江戸時代初期、大坂で豊竹派の始祖となった。その流れを汲む、人形浄瑠璃文楽の大名跡（だいみょうせき）は現代まで続いている。

## 初代
天和元年（1681年） - 明和元年9月13日（1764年10月8日）
1697年に初代竹本義太夫の門下で竹本采女、15歳のとき竹本座に出演。1703年に独立し、豊竹若太夫の名で竹本座に対抗して豊竹座を創設した。天性の美声で人気を得る。後に受領して豊竹越前少掾となる。通称は幾竹屋または河内屋勘右衛門。
墓は、大阪市の四天王寺と本経寺の二カ所にあり、ともに「一音院真覚隆信日重居士」という戒名が刻まれているが、四天王寺の墓石は剥離が激しい。

## 二代目
正徳2年（1712年） - 天明4年9月10日（1784年10月23日）
大坂の生まれで、初代若太夫（豊竹越前少掾）の孫。竹本播磨少掾の門下。竹本志摩太夫から竹本島太夫、1748年には竹本座から豊竹座に転座して二代目豊竹島太夫、1750年に二代目若太夫を襲名。後に再び島太夫となる。通称を「芋屋平右衛門」。
なお初代豊竹島太夫が一時、二代目若太夫を一時名乗ったが、別人である。

## 三代目
（生没年不詳）
大坂の生まれ、二代目同様に初代若太夫（豊竹越前少掾）の孫。1770年頃に三代目若太夫を襲名。後に江戸で肥前座、外記座などに出演。通称を「森川屋庄蔵」。

## 四代目
（生没年不詳）
1784年には既に四代目若太夫を襲名。1791年頃まで活躍。通称を「幾竹屋庄蔵」。
なお二代目豊竹巴太夫が一時、四代目若太夫を名乗っているが別人である。

## 五代目
（生没年不詳）
二代目豊竹巴太夫の門下で豊竹富太夫が1833年に五代目若太夫を襲名。1850年頃ドサ回り中に狂死したという。通称「治郎兵衛」。

## 六代目
後の四代目豊竹巴太夫。

## 七代目
（生没年不詳）
二代目豊竹巴太夫の門下で豊竹伊豆太夫、錦太夫を経て明治2年頃に七代目若太夫を襲名。1877年頃に没したという。

## 八代目
（文政8年（1825年） - 明治25年（1892年）3月16日）

## 九代目
梅本香伯こと二代鶴澤観西翁が襲いだが、因講の承認を得られず、「竹本若太夫」を称した。
のちに三代豊竹呂太夫が十代目を襲名する際に、この人を九代目に数えて自分を十代目とした。

## 十代目
明治21年（1888年）5月17日 - 昭和42年（1967年）4月18日
本名は林英雄。徳島県の生まれ、1901年に二代目豊竹呂太夫に入門し、豊竹英太夫を名乗る。1910年初舞台。1920年に七代目豊竹嶋太夫を襲名。1932年に三代目呂太夫を襲名。1947年に文楽座組合を結成。1949年に二代目桐竹紋十郎等と共に三和会を結成。1950年に十代目若太夫を襲名。1956年に病気で失明し、床本を用いず無本で語る。1962年に人間国宝認定。1966年に芸術選奨受賞。1967年、脳軟化症により78歳で死去。
墓所は大阪府寝屋川市の清風寺、戒名は「浄明院殿豊若日林居士」。

## 十一代目
2024年4月、十代目の孫である六代目豊竹呂太夫が57年ぶりに襲名した。